# Jeanne (film 1915)
Jeanne (Jane) è un film muto del 1915 diretto da Frank Lloyd. Basato su Jane, lavoro teatrale di W.H. Lestocq e Harry Nicholls che era andato in scena in prima a Londra il 18 dicembre 1890, il film fu prodotto dalla compagnia di produzione di Oliver Morosco e venne distribuito dalla Paramount Pictures. Si ritiene che questo sia stato l'esordio sullo schermo per Charlotte Greenwood.

## Trama
Per ottenere di incrementare la rendita che gli viene data dallo zio, Charles Shackleton deve rinunciare alla sua vita da scapolo scapestrato, mettere la testa a posto e sposarsi. Così decide di chiedere la mano di Lucy Norton, ma il padre di lei non è per niente d'accordo e si oppone a quel matrimonio. Ciò nonostante, Charles dichiara allo zio di essersi sposato e incassa senza problemi il denaro della rendita. Un anno dopo, però, lo zio annuncia una visita alla giovane coppia: Charles si mette alla disperata ricerca di una moglie fittizia da presentare allo zio e offre cinquecento dollari a Jane, la cameriera, per impersonare la falsa signora Shackleton. La giovane donna, segretamente sposata con il maggiordomo, accetta ma non ne fa parola al marito. La situazione provocherà una serie di equivoci e di situazioni confuse, nonché la gelosia dell'ignaro maggiordomo. Lo zio, convinto che il nipote sia diventato padre, chiede a Jane di vedere il bambino; lei, per cavarsela in qualche modo, strappa a una lavandaia il suo piccolo e lo zio, che verrà trovato insieme al neonato, sarà denunciato per rapimento. Alla fine, Charles supplicherà Lucy di accettare la sua proposta di matrimonio; la verità verrà ristabilita e tutti saranno soddisfatti.

## Produzione
Il film fu prodotto dalla Oliver Morosco Photoplay Company, la piccola società di produzione - attiva nella seconda metà degli anni dieci  - di Oliver Morosco, famoso produttore teatrale e proprietario di teatri.

## Distribuzione
Il copyright del film, richiesto dalla Oliver Morosco Photoplay, fu registrato il 15 novembre 1915 con il numero LP6997.

Distribuito dalla Paramount Pictures, il film uscì nelle sale cinematografiche statunitensi il 6 dicembre 1915. In Italia, fu distribuito dalla Marzetto con il titolo Jeanne con il visto di censura numero 12337 del dicembre 1916.
Copia completa della pellicola viene conservata negli archivi della Library of Congress di Washington.